# Lijst van presidenten van Palau
Lijst van presidenten van de eilandstaat Palau. 

## Lijst van presidenten van Palau (1981-heden)
| President | President                          | Ambtstermijn     | Ambtstermijn                 | Partij        |
| --------- | ---------------------------------- | ---------------- | ---------------------------- | ------------- |
|           | Haruo Ignacio Remeliik             | 2 maart 1981     | 30 juni 1985 (vermoord)      | onafhankelijk |
|           | Thomas Remengesau Sr. (waarnemend) | 30 juni 1985     | 2 juli 1985                  | onafhankelijk |
|           | Alfonso Oiterong                   | 2 juli 1985      | 25 oktober 1985              | onafhankelijk |
|           | Lazarus Salii                      | 25 oktober 1985  | 20 augustus 1988 (zelfmoord) | onafhankelijk |
|           | Thomas Remengesau Sr.              | 20 augustus 1988 | 1 januari 1989               | onafhankelijk |
|           | Ngiratkel Etpison                  | 1 januari 1989   | 1 januari 1993               | onafhankelijk |
|           | Kuniwo Nakamura                    | 1 januari 1993   | 1 januari 2001               | onafhankelijk |
|           | Thomas Remengesau Jr.              | 1 januari 2001   | 15 januari 2009              | onafhankelijk |
|           | Johnson Toribiong                  | 15 januari 2009  | 17 januari 2013              | onafhankelijk |
|           | Thomas Remengesau Jr.              | 17 januari 2013  | 21 januari 2021              | onafhankelijk |
|           | Surangel Whipps Jr.                | 21 januari 2021  | heden                        | onafhankelijk |